# Série de pièces commémoratives américaines du musée et du mémorial national des forces de l'ordre
La série de pièces commémoratives américaines du musée et du mémorial national de forces de l'ordre est une série commémorative, non circulante, émise par la Monnaie des États-Unis en 2021 et frappée aux Monnaies de Denver, de San Francisco, de Philadelphie et de West Point.
Elle est autorisée par la loi publique 116-94 du 20 décembre 2019 qui demande au secrétaire au Trésor de frapper des pièces de monnaie qui sont emblématiques du musée national des forces de l'ordre du district de Columbia, ainsi que du service et du sacrifice des forces de l'ordre tout au long de l'histoire des États-Unis.
La série se compose d'une pièce de 5 dollars (half eagle) en or, d'une pièce de 1 dollar en argent et d'une pièce d'un demi-dollar en alliage cuivre-nickel. Les bénéfices tirés de la vente des pièces sont versés au fonds national de commémoration des agents des forces de l'ordre (National Law Enforcement Officers Memorial Fund), pour des programmes et expositions éducatifs et de sensibilisation.

## Contexte
Le musée national des forces de l'ordre est situé à Washington, D.C. Il ouvre ses portes le 13 octobre 2018 et présente les forces de l'ordre américaines à travers des expositions interactives, des collections d'artefacts historiques et contemporains, ainsi qu'un espace destiné à la recherche et à la programmation éducative. Il s'agit d'une installation essentiellement souterraine située à côté du mémorial national des forces de l'ordre dans le Judiciary Square (en) de Washington, D.C., à proximité de plusieurs tribunaux de district et fédéraux,.

## Législation
Le projet de loi  H.R.1865 est introduit à la Chambre le 25 mars 2019 par le représentant démocrate du New Jersey, Bill Pascrell, Jr. Il demande, entre autres, au secrétaire au Trésor de frapper des pièces datées de 2021 avec des motifs emblématiques du musée et du service et du sacrifice des forces de l'ordre à travers l'histoire des États-Unis. Le projet est approuvé, après débat, le 28 octobre et envoyé au Sénat le lendemain. Celui-ci l'adopte, après amendement, et le renvoie à la Chambre pour approbation le 13 novembre. Il y est approuvé après un autre amendement et renvoyé au Sénat le 17 décembre et il y finalement est adopté avec les deux amendements le 19 décembre puis présenté le jour suivant au président Donald Trump qui le signe le jour-même pour en faire la loi publique 116-94,.                                                                   

## Dessin

### Demi-dollar
Le demi-dollar comporte à l'avers une étoile de shérif qui représente les agents chargés de l'application de la loi au service des communautés. Il est conçu par John P. McGraw et gravé par Renata Gordon. En haut de l'étoile on retrouve l'inscription LIBERTY et en bas, la date d'émission, 2021. Sur le contour, en haut, se trouve la devise SERVE AND PROTECT et en bas de la pièce IN GOD WE TRUST,.
Le motif du revers représente un œil humain sous une loupe examinant une empreinte digitale. Heidi Wastweet du programme Artistic Infusion (AIP), sculptrice et ancien membre du comité consultatif des citoyens sur les pièces de monnaie, veut souligner l'aspect humain de la justice et les nombreuses personnes qui travaillent dans les coulisses des forces de l'ordre, notamment pour analyser les empreintes digitales et les échantillons d'ADN. L'emblème du musée national des forces de l'ordre apparaît dans la partie inférieure. Cette face est également gravée par Renata Gordon. À part les légendes traditionnelles des pièces américaines, le pays émetteur UNITED STATES OF AMERICA, la devise latine E PLURIBUS UNUM et la valeur faciale, HALF DOLLAR, on peut voir sur le bas de la pièce l'inscription NATIONAL LAW ENFORCEMENT MEMORIAL AND MUSEUM,.

### Dollar
L'avers du dollar en argent, dessiné par Frank Morris, de l'AIP, et gravé par Phebe Hemphill, représente un officier de police tenant son casque d'une main et s'agenouillant près d'un enfant qui lit un livre et est assis sur un ballon de basket, ce qui symbolise le service que les officiers de police rendent aux communautés. Les inscriptions sont les mêmes que celles du demi-dollar : IN GOD WE TRUST, LIBERTY, SERVE & PROTECT, avec une graphie légèrement différente, et l'année d'émission, 2021,.
Le revers montre un agent des forces de l'ordre serrant la main d'un civil, ce qui a également pour but de souligner le travail qu'ils accomplissent pour contribuer à la sécurité des communautés, en partie en établissant des liens avec le public. Cette face est créée par Ronald D. Sanders et gravée par John P. McGraw. On y voit les inscriptions UNITED STATES OF AMERICA, E PLURIBUS UNUM et la valeur faciale, ONE DOLLAR, tout comme sur la pièce d'un demi-dollar,.

### Half eagle
L'avers de la pièce de 5 dollars en or représente des portraits latéraux tournés vers la gauche de deux agents des forces de l'ordre en uniforme complet, y compris la casquette — un homme et une femme — et saluant tous les deux. Le dessin est une création de Frank Morris, gravé par Phebe Hemphill. Les légendes sont uniquement LIBERTY, IN GOD WE TRUST et 2021, contrairement aux deux autres pièces qui comprenaient la devise des forces de l'ordre,.
Le motif du revers, créé par Ronald D. Sanders, également de l'AIP, et sculpté par Craig Campbell, représente un drapeau américain plié sous lequel se trouvent trois roses symbolisant le souvenir des agents des forces de l'ordre tombés au champ d'honneur. Les inscriptions sont les mêmes que sur les deux autres pièces : le pays émetteur, la devise en latin et la valeur faciale, FIVE DOLLARS,.

## Production et vente
La loi qui autorise la frappe de la série permet une émission maximale de 50 000 pièces de 5 dollars en or, 400 000 pièces de 1 dollar en argent et 750 000 pièces d'un demi-dollar en alliage cuivre-nickel. Les deux versions du half eagle, brillant universel et belle épreuve, sont frappées à la Monnaie de West Point tandis que sa consœur de Philadelphie est chargée des deux finitions du dollar. San Francisco émet les demi-dollars en qualité belle épreuve et Denver les brillant universel. La vente commence le 28 janvier 2021 à un  prix de départ, inférieur de 5 dollars au prix normal qui prend cours à partir du 1er mars. La pièce de 5 dollars peut être acquises au prix de 681,25 dollars en qualité belle épreuve et 671,25 dollars en finition brillant universel. Les dollars se vendent à 74 et 69 dollars en belle épreuve et brillant universel, respectivement et le prix du demi-dollar atteint 35 et 33 dollars,.
Un total de 7 625 pièces en or est vendu — 5 871 belle épreuve et 1 754 brillant universel — tandis que le dollar s'écoule à 43 535 exemplaires dont 34 109 en belle épreuve et 9 426 en brillant universel. Les ventes du demi-dollar s'élèvent à 37 922 unités parmi lesquelles 27 705 belle épreuve et 10 217 brillant universel. Les ventes totales sont très inférieures au émissions maximales autorisées.
Les bénéfices tirés de la vente des pièces sont versés au fonds national de commémoration des agents des forces de l'ordre (National Law Enforcement Officers Memorial Fund), pour des programmes et expositions éducatifs et de sensibilisation,.